# 쓰쓰미 겐고
쓰쓰미 겐고(일본어: 堤 健吾, 1978년 3월 8일 ~ )는 일본의 전 축구 선수이다.

## 구단 경력
과거 카탈레 도야마에서 활동하였다.